# Catonetria caeca
Genre
Espèce
Catonetria caeca, unique représentant du genre Catonetria, est une espèce d'araignées aranéomorphes de la famille des Linyphiidae.

## Distribution
Cette espèce est endémique de l'île de l'Ascension.

## Publication originale
- Millidge & Ashmole, 1994 : A new genus and species of cave spider from Ascension Island (Araneae: Linyphiidae). Bulletin of the British Arachnological Society, vol. 9, p. 221-223.